# FlatOut 3: Chaos & Destruction
FlatOut 3: Chaos & Destruction je závodní videohra od nizozemského studia Team 6 vydaná v roce 2011. Jde o první hru ze série, kterou nevytvořilo studio BugBear, jež získalo s hrami FlatOut a FlatOut 2 velmi úspěšná hodnocení. Třetí FlatOut je považován za nejhorší hru roku 2012 (Metascore 23 ze 100 bodů, Gamespot 5 z 10 bodů).